# Тайвань на Олимпийских играх
Китайская Республика (Тайвань) дебютировала на летних Олимпийских играх в 1932 году в Лос-Анджелесе. После гражданской войны в Китае, завершившейся в 1950 году, под властью Китайской республики остался только остров Тайвань, и на Олимпийских играх от имени Китайской республики стали выступать спортсмены только с этого острова. После широкого международного признания КНР название Тайвань, так же как и флаг Тайваня, МОК, под давлением со стороны КНР, запретил использовать в официальных соревнованиях, и с 1984 года на Олимпиадах начало использоваться название Китайский Тайбэй и специальный флаг, под которыми спортсмены Китайской республики до сих пор выступают на Олимпиадах.
За время выступления на Олимпийских играх спортсмены Китайской республики/Китайского Тайбэя завоевали 21 олимпийскую медаль: 5 золотых, 7 серебряных и 12 бронзовых. Все медали были завоёваны на летних Олимпийских играх. Больше всего медалей было завоёвано в соревнованиях по тхэквондо и тяжёлой атлетике.

## Медальный зачёт

### Медали на летних Олимпийских играх
| Игры                     | Золото | Серебро                                                                                                   | Бронза | Всего |
| ------------------------ | --- | --- | --- | --- |
| 1932 Лос-Анджелес        | Принимала участие Китайская Республика, представлявшая весь Китай, хотя сам Тайвань был в составе Японии. | Принимала участие Китайская Республика, представлявшая весь Китай, хотя сам Тайвань был в составе Японии. | Принимала участие Китайская Республика, представлявшая весь Китай, хотя сам Тайвань был в составе Японии. | Принимала участие Китайская Республика, представлявшая весь Китай, хотя сам Тайвань был в составе Японии. |
| 1936 Берлин              | Принимала участие Китайская Республика, представлявшая весь Китай, хотя сам Тайвань был в составе Японии. | Принимала участие Китайская Республика, представлявшая весь Китай, хотя сам Тайвань был в составе Японии. | Принимала участие Китайская Республика, представлявшая весь Китай, хотя сам Тайвань был в составе Японии. | Принимала участие Китайская Республика, представлявшая весь Китай, хотя сам Тайвань был в составе Японии. |
| 1948 Лондон              | Принимала участие Китайская Республика, представлявшая весь Китай, хотя сам Тайвань был в составе Японии. | Принимала участие Китайская Республика, представлявшая весь Китай, хотя сам Тайвань был в составе Японии. | Принимала участие Китайская Республика, представлявшая весь Китай, хотя сам Тайвань был в составе Японии. | Принимала участие Китайская Республика, представлявшая весь Китай, хотя сам Тайвань был в составе Японии. |
| 1952 Хельсинки           | Не участвовала                                                                                            | Не участвовала                                                                                            | Не участвовала                                                                                            | Не участвовала                                                                                            |
| 1956 Мельбурн/Стокгольм* | 0 | 0 | 0 | 0 |
| 1960 Рим*                | 0 | 1 | 0 | 1 |
| 1964 Токио*              | 0 | 0 | 0 | 0 |
| 1968 Мехико*             | 0 | 0 | 1 | 1 |
| 1972 Мюнхен*             | 0 | 0 | 0 | 0 |
| 1976 Монреаль            | Не участвовала                                                                                            | Не участвовала                                                                                            | Не участвовала                                                                                            | Не участвовала                                                                                            |
| 1980 Москва              | Не участвовала                                                                                            | Не участвовала                                                                                            | Не участвовала                                                                                            | Не участвовала                                                                                            |
| 1984 Лос-Анджелес        | 0 | 0 | 1 | 1 |
| 1988 Сеул                | 0 | 0 | 0 | 0 |
| 1992 Барселона           | 0 | 1 | 0 | 1 |
| 1996 Атланта             | 0 | 1 | 0 | 1 |
| 2000 Сидней              | 0 | 1 | 4 | 5 |
| 2004 Афины               | 2 | 2 | 1 | 5 |
| 2008 Пекин               | 1 | 1 | 2 | 4 |
| 2012 Лондон              | 1 | 0 | 1 | 2 |
| 2016 Рио-де-Жанейро      | 1 | 0 | 2 | 3 |
| 2020 Токио               | 2 | 4 | 6 | 12 |
| 2024 Париж               | | | | |
| Всего                    | 7 | 11 | 18 | 36 |

*На летних Олимпийских играх 1956—1972 годов — как Китайская республика, на последующих — как Китайский Тайбэй.

### Медали по видам спорта
| Вид спорта        | Золото | Серебро | Бронза | Всего |
| ----------------- | ------ | ------- | ------ | ----- |
| Тяжёлая атлетика  | 4      | 2       | 4      | 10    |
| Тхэквондо         | 2      | 1       | 6      | 9     |
| Бадминтон         | 1      | 1       | 0      | 2     |
| Стрельба из лука  | 0      | 2       | 2      | 4     |
| Настольный теннис | 0      | 1       | 2      | 3     |
| Лёгкая атлетика   | 0      | 1       | 1      | 2     |
| Бейсбол           | 0      | 1       | 0      | 1     |
| Гимнастика        | 0      | 1       | 0      | 1     |
| Дзюдо             | 0      | 1       | 0      | 1     |
| Бокс              | 0      | 0       | 1      | 1     |
| Гольф             | 0      | 0       | 1      | 1     |
| Карате            | 0      | 0       | 1      | 1     |
| Всего             | 7      | 11      | 18     | 36    |